# 大同門 (平壤市)
39°01′21″N 125°45′24″E / 39.02250°N 125.75667°E
大同門（朝鲜语：／ Taedongmun），是位於朝鮮平壤直轄市大同江畔，始建於公元6世紀中期的高句麗時代，原來是長安城的東門，已經歷過無數次的改建，現存的建築是16世紀的壬辰衛國戰爭時期後，在公元1635年重建的樣貌。它以花崗岩制造地基，上建兩層樓房，中間有拱形大門。門樓上掛著兩塊橫匾，分別以漢字書寫有：「大同門」及「挹灝樓」。